# Ernest K. Warburton
Ernest K. Warburton (* 26. April 1928 in Worcester (Massachusetts); † 9. Mai 1994 in Port Jefferson, New York) war ein US-amerikanischer experimenteller Kernphysiker.
Warburton studierte an der Miami University (Bachelor of Arts 1949), am Massachusetts Institute of Technology (Bachelor of Science 1951) und wurde 1957 an der University of Pittsburgh in Physik promoviert. Danach war er Instructor und später Assistant Professor an der Princeton University und ab 1961 am Brookhaven National Laboratory, ab 1968 als Senior Physicist.
1962 wurde er Fellow der American Physical Society. 1963/64 und 1968/69 war er als Fellow der National Science Foundation an der Universität Oxford.
1994 erhielt er den Tom-W.-Bonner-Preis für Kernphysik. In der Laudatio wurden seine grundlegenden Beiträge für das Verständnis der Struktur leichter Kerne über die Nutzung und Entwicklung experimenteller Techniken in der Kernspektroskopie verbunden mit theoretischer Analyse hervorgehoben. Speziell wurden erwähnt:
- Gamma-Gamma-Richtungskorrelations-Messungen für Informationen zum Multipolcharakter in der in-beam-Gammastrahlenspektroskopie,
- seine Pionierleistungen in der Messung von Lebensdauern von Kernzuständen mit Dopplerverschiebungsmethoden,
- seine Entwicklung von Methoden zur Ableitung der Multipolarität aus der Paarkorrelation bei innerer Konversion und
- seine experimentellen und theoretischen Studien zu in 1. Ordnung verbotenen Betazerfällen, die starke Hinweise auf Mesonen-Beiträge zum schwachen axialen Strom zeigten.

## Schriften
- mit Fay Ajzenberg-Selove Nuclear spectroscopy, Physics Today, Band 36, November 1983